# 兄弟连
《諾曼第大空降》（英語：Band of Brothers）是一部2001年美國戰爭迷你劇集，改編自歷史學家史蒂芬·安布羅斯的1992年同名非虛構書籍。本劇由導演史蒂芬·史匹柏和演員湯姆·漢克共同擔任製片人，他們曾在1998年的二戰電影《雷霆救兵》中合作。故事講述第二次世界大戰中美國陸軍第101空降師作戰經歴，本劇於2001年在HBO首播。演員陣容強大，制作花費高達一億兩千萬美元。本劇在美國曾紅極一時，2002年获得美國金球獎和艾美獎。
根據制作組的透露，單是拍攝1944年6月6日（D-Day）的戲份就動用超過5,000發子彈，另包括多種二戰時的坦克及裝甲車。劇中大部份主角人物都真有其人，而他們遭遇的事件也都真有其事。全劇主要談論二戰時期，美軍101空降師506團第二營E連士兵的故事；因為戰爭讓他們有共同的經歷及互相扶持，有著像親兄弟般的結合，並講述他們在戰爭時的生離死別。

## 拍摄

### 预算和宣传
本片曾經是HBO及其他电视网络史上拍摄费用最为昂贵的电视剧，早期预算为1.1亿美元，但实际拍摄费用大约花费1.25亿美元，平均每集1,200万美元。另外，该片的宣传费用也花费了1,500萬美元。（目前最昂貴劇集為《雷霆戰海》，總投資為2.5億美元）
2001年6月7日，该片部分镜头在诺曼底的犹他海滩實地拍摄，47名E连的老兵飞赴巴黎对拍摄现场进行指导。克莱斯勒汽车公司则为该片的拍摄提供了约600至1,000台车辆。
英国BBC公司支付了高达1,500万英镑的费用購買播放權，甚至英国前首相托尼·布莱尔還亲自向斯蒂芬·斯皮尔伯格询问了議價事宜。

### 拍摄地
该片剧组在英国赫特福德郡拍摄持续了八至十个月，并在此建造了一批欧洲街景，而此地点也是电影《搶救雷恩大兵》的拍摄地。摄制组在一大片空地上修建了不同的小镇街景，包括比利時的巴斯托涅、荷兰的埃因霍温及法国的卡倫坦。位于英国白金汉郡的汉姆布莱顿村则是E连训练地的拍摄地。

## 人物

### 主要角色
| 真實人物                         | 演員          | 備註                               |
| -------------------------------- | ------------- | ---------------------------------- |
| 理查德·溫特斯（Richard Winters） | 戴米恩·路易斯 | 因摧毀德軍布里克區火砲獲得十字勳章 |
| 路易士·尼克森（Lewis Nixon）     | 榮·利文斯通   |                                    |
| 羅納德·史比爾（Ronald Speirs）   | 馬修·塞特爾   | 初為 D 連排長                      |
| 卡伍德·李普頓（Carwood Lipton）  | 唐尼·華伯格   | 因摧毀德軍布里克區火砲獲得銅星勳章 |

### 其他角色
| 真實人物                                               | 演員                   | 備註                                         |
| ------------------------------------------------------ | ---------------------- | -------------------------------------------- |
| 林·“布克”·康普顿（Lynn D. "Buck" Compton）中尉         | 尼爾·麥克唐納          | 因摧毀德軍布里克區火砲獲得銀星勳章           |
| 威廉·葛奈瑞（William J. "Wild Bill" Guarnere）上士     | 弗兰克·约翰·休斯       | 因摧毀德軍布里克區火砲獲得銀星勳章           |
| 唐諾·马拉其（Donald Malarkey）三級技術士官             | 史考特·格瑞恩斯        | 因摧毀德軍布里克區火砲獲得銅星勳章           |
| 喬·托伊（Joe Toye）上士                                | 柯克·埃斯沃多          | 因摧毀德軍布里克區火砲獲得銅星勳章           |
| 罗伯特·E·“普派”·偉恩（Robert E. "Popeye" Wynn）上等兵  | Nicholas Aaron         | 因摧毀德軍布里克區火砲獲得銅星勳章           |
| 哈里·威尔斯（Harry F. Welsh）中尉                      | 里克·沃登              | 負責 E 連第一排                              |
| 丹佛·“公牛”·蘭道曼（Denver "Bull" Randleman）中士      | 邁克·庫立茲            |                                              |
| 约翰·马丁（John W. Martin）上士                        | 戴克斯特·佛萊契        |                                              |
| 大卫·韦伯斯特（David Kenyon Webster）上等兵            | 伊昂·拜利              |                                              |
| 约瑟夫·利布高特（Joseph D. Liebgott）下士              | 罗斯·麦克科尔          |                                              |
| 弗兰克·派康特（Frank Perconte）中士                    | 詹姆斯·麦迪欧          |                                              |
| 乔治·鲁兹（George Luz）中士                            | 里克·戈麥斯            |                                              |
| 尤金·“醫官”·羅（Eugene "Doc" Roe）                     | 肖恩·泰勒              |                                              |
| 弗洛伊德．泰伯特（Floyd Talbert）上士                  | 马修·雷奇              |                                              |
| 瓦伦·穆克（Warren "Skip" Muck）中士                    | 小理察·斯貝特          |                                              |
| 约瑟夫·拉米雷斯（Joseph Ramirez）                      | 雷内L.莫雷诺           |                                              |
| 愛德華·“贝比”·赫夫朗（Edward "Babe" Heffron）二等兵    | Robin Laing            | 補充兵之一，因和葛奈瑞同樣來自費城而成為好友 |
| 罗伊·科布（Roy W. Cobb）                               | Craig Heaney           |                                              |
| 达雷尔·“希夫提”·鲍尔斯（Darrell "Shifty" Powers）上士  | Peter Youngblood Hills |                                              |
| 查尔斯·E·“查克”·格蘭特（Charles E. "Chuck" Grant）中士 | Nolan Hemmings         |                                              |
| 伯顿·P·克里斯滕松（Burton P. Christenson）             | 迈克尔·法斯宾德        |                                              |
| 小诺尔曼·戴克（Norman S. Dike jr.）中尉                | Peter O'Meara          |                                              |
| 罗伯特·辛克（Colonel Robert F. Sink）上校              | 代尔·戴                |                                              |
| 湯瑪士·米漢（Thomas Meehan）中尉                       | Jason O'Mara           | E 連連長                                     |
| 亨利·瓊斯（Henry Jones）少尉                           | 柯林·漢克斯            |                                              |
| 奥尔顿·摩尔（Alton M. More）                           | 唐格·阿伦              |                                              |
| 約翰·赫爾（John D. Hall）                              | 安德鲁·斯科特          | A 連通信兵                                   |
| 唐纳德·胡伯勒（Donald B. Hoobler）下士                 | Peter McCabe           |                                              |
| 佛瑞德·海力格（Frederick T. "Moose" Heyliger）         | Stephen McCole         |                                              |
| 罗伯特·L·斯特雷耶（Robert L. Strayer）                 | Phil McKee             |                                              |
| 約翰·扬诺维奇（John Janovec）                          | 湯姆·哈迪              |                                              |
| 小威廉·杜克曼（William H. Dukeman jr）下士             | Mark Lawrence          |                                              |
| 戴维·杜比（David Dobie）中校                           | John Light             |                                              |
| 小亚历克斯·潘卡拉（Alex M. Penkala jr.）下士           | Tim Matthews           |                                              |
| 安东尼·麦考利夫（Anthony McAuliffe）將軍               | William Armstrong      |                                              |
| 阿爾伯特·柏萊斯（Albert Blithe）                       | Marc Warren            | 炮彈休克症                                   |
| 尤金·杰克逊（Eugene E. Jackson）                       | 安德魯-李·波茲         |                                              |
| 詹姆斯·米勒（James W. Miller）                         | 詹姆斯·麦卡沃伊        | 補充兵之一，蘭道曼的班兵                     |
| 安东尼奥·C·加西亚（Antonio C. Garcia）二等兵           | Douglas Spain          | 補充兵之一，蘭道曼的班兵                     |
| 莱斯特·赫胥（Lester "Leo" Hashey）二等兵               | Mark Huberman          | 補充兵之一，蘭道曼的班兵                     |
| 小詹姆斯·阿利（James H. "Moe" Alley jr.）士官          | George Calil           |                                              |
| 厄尔·麦克朗（Earl J. McClung）下士                     |                        |                                              |
| 艾伦·E·维斯特（Allen E. Vest）                         |                        |                                              |
| 賀拔·索柏（Herbert Sobel）上尉                         | 大卫·史威默            |                                              |
| 威廉·埃文斯（William S. Evans）                        | 西蒙·佩吉              | 和米漢中尉同班機                             |

## 劇中部隊

軍隊徽章
美國第4步兵師
美國101空降師
506團
506团2营E連
美國第82空降師
美國第2裝甲師
盟軍第1空降軍團
英軍第1空降師
美國第29步兵師
美國第34步兵師
美國第2步兵師
美國第13空降師

## 上映
该片的第一集于2001年9月9日上映，吸引了大约1000万名观众观看。但两天之后的9月11日，美国遭受恐怖袭击，HBO随即停止了该片的宣传，但在第二集播出时，仍然吸引了约730万名观众同時观看。

## 奖项
该片获得19项艾美奖的提名，并最终夺得六项大奖，包括：“杰出短剧奖”、“最佳电视剧演员奖”、“最佳电视剧导演奖”等。该片亦获金球奖“最佳电视剧奖”、美国电影协会大奖等。第六集的编剧还夺得2003年美国编剧协会颁发的最佳编剧大奖。

## 影集錯誤與史實差別
- 在第一集中，片中的101空降師在英國奧德本訓練時（年份為1943年），E連官兵在木屋裡上哈利威尔什中尉的課時，木屋中顯示繳獲得來的四把德軍武器，包括毛瑟Kar98k步槍、MG42通用機槍、MP40衝鋒枪及MP43突擊步槍（後來重新名命為MP44及StG44）。但是MP43是在1943年底才由德國人設計出來。因為片中時間為1943年，所以不可能出現这样的武器。
- 在第三集中，暗示罗纳德·史比尔槍殺德國戰俘。
- 在同一集中結尾文字部份指出柏萊斯執行偵察兵任務時，被德軍狙擊手射中頸部，並在1948年傷重不治。但事實上他被射中肩膀，並在康復後重回戰場，之後更參與韓戰且成為二級士官長，1960年在台灣服役於美軍顧問團陸軍組[註 1]，在1967年12月17日才去世。

## 外部連結
- 互联网电影数据库（IMDb）上《Band of Brothers》的资料（英文）